# Planodascalia fusca
Planodascalia fusca är en insektsart som beskrevs av Metcalf och Bruner 1948. Planodascalia fusca ingår i släktet Planodascalia och familjen Flatidae. Inga underarter finns listade i Catalogue of Life.